# Charles Bachman
Charles William Bachman (ur. 11 grudnia 1924 w Manhattan, zm. 13 lipca 2017 w Lexington) – amerykański informatyk, znany zwłaszcza z osiągnięć w dziedzinie teorii baz danych, za co w 1973 r. został wyróżniony Nagrodą Turinga.

## Życiorys
Bachman nie był typowym badaczem akademickim – całą swą karierę spędził jako badacz-praktyk. W 1950 r. rozpoczął pracę w Dow Chemical, potem został kierownikiem działu przetwarzania danych; w 1960 r. przeniósł się do General Electric, gdzie opracował jeden z pierwszych systemów obsługi baz danych, Integrated Data Store.
W następnym okresie został zatrudniony w niewielkiej firmie Cullinan Information Systems i został konsultantem specjalizującym się w narzędziach CASE oraz inżynierii wstecznej przestarzałych baz danych funkcjonujących na dużych maszynach typu mainframe.
Znany był ze swoich gorących debat z twórcą relacyjnego modelu baz danych, Edgarem Coddem, który był zwolennikiem baz relacyjnych nad nawigacyjnymi, promowanymi przez Bachmana.